# A fekete macska (film, 1934)
A fekete macska egy 1934-es horrorfilm, melyet Edgar Allan Poe novellája ihletett. Főszereplők Lugosi Béla és Boris Karloff.

## Történet
Egy amerikai házaspár Magyarországra érkezik nászutazni és miután Visegrádon karamboloznak, egy sátánista pap csapdájába esnek. Orvosi segítséget nyújt a nőnek, majd elhatározza hogy feláldozza a szertartásához...

## Szereplők
- Lugosi Béla – Dr. Vitus Werdegast
- Boris Karloff – Dr. Hjalmar Poelzig
- David Manners – Peter Alison
- Julie Bishop – Joan Alison